# Nikolaus van Hoy

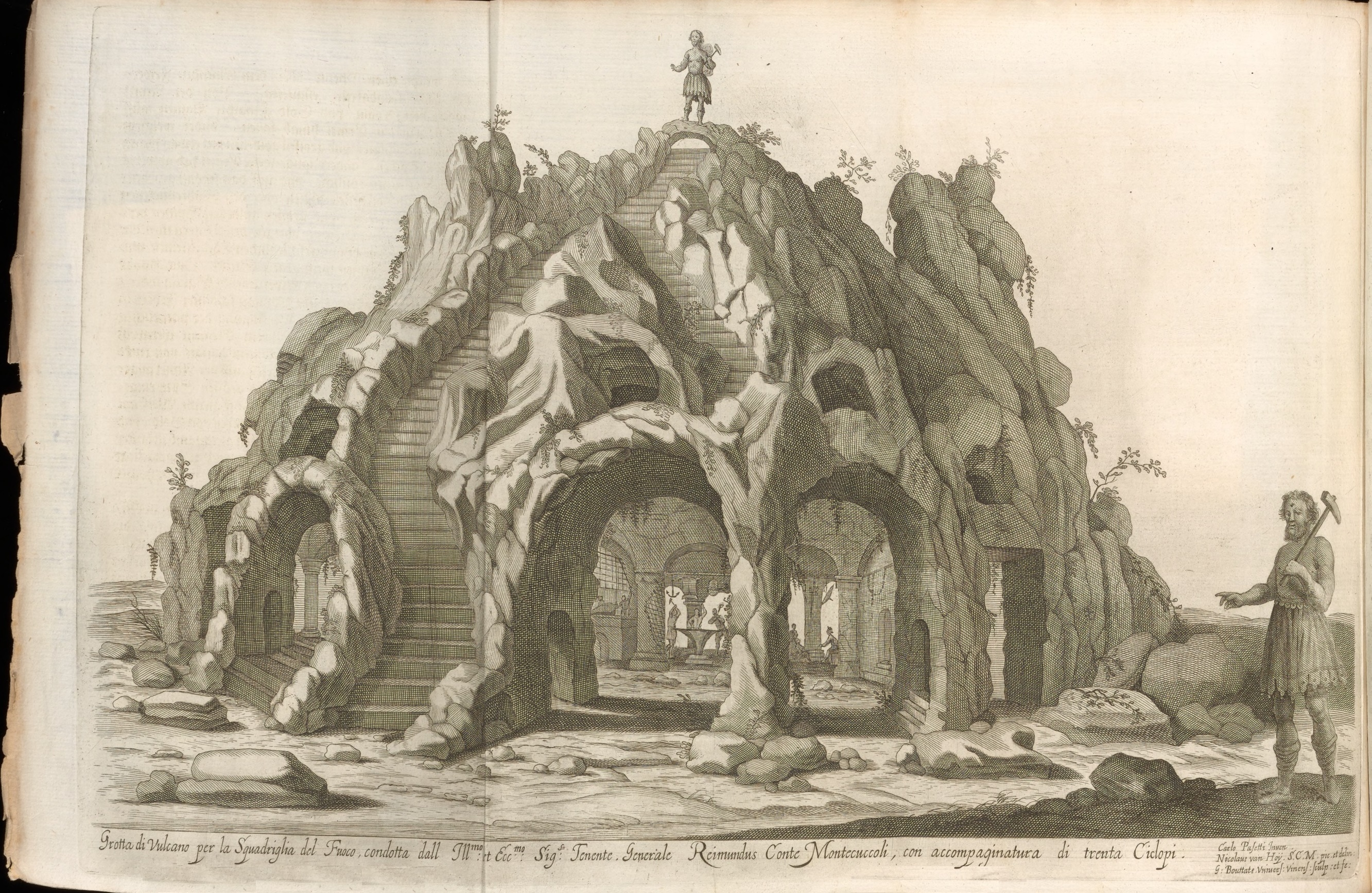
Gruta de Vulcano. Grabado calcográfico de Gerard Bouttats por dibujo de Nikolaus van Hoy e invención de Carlo Pasetti; ilustración del libreto de Francesco Sbarra, La contesa dell'aria e dell'acqua, Viena, 1667, ballet ecuestre celebrado en Viena con motivo de la boda del emperador Leopoldo I con su sobrina, Margarita Teresa.

Nikolaas o Nikolaus van Hoy (Amberes, 1631-Viena, 25 de junio de 1679) fue un pintor, dibujante y grabador flamenco, pintor y grabador de cámara del archiduque Leopoldo Guillermo de Habsburgo y pintor de la corte del emperador Leopoldo I.

## Biografía y obra
Muy joven, en 1646, viajó al parecer a Roma, donde se encontró con Jan van Ossenbeeck, con quien en adelante aparecerá estrechamente asociado, y de allí habría pasado a Viena, pero en cualquier caso en 1647 aparece establecido en Bruselas, residencia del archiduque Leopoldo Guillermo, conocido coleccionista, mecenas y aficionado al arte. Cuando en 1656, por motivos de salud y desavenencias con el conde de Fuensaldaña, el archiduque renunció al gobierno de los Países Bajos españoles, Van Hoy lo acompañó a Viena, donde habría desempeñado cometidos semejantes a los que en Bruselas había tenido encomendados David Teniers el Joven, como conservador de la rica colección de pintura archiducal.
Establecido en Viena, el 1 de octubre de 1657 contrajo matrimonio con Maria Anna Lehner. Para el Theatrum Pictorium de David Teniers, catálogo ilustrado de la pintura italiana de la colección del archiduque, realizó los dibujos de veintiséis de los 243 grabados que forman la serie, editada en Bruselas en 1660 a costa del propio Teniers, quien no habría podido completar él mismo el trabajo por el traslado del archiduque y su colección. Son suyos, entre otros, los dibujos de base de Cristo en el pozo de la samaritana de Girolamo da Treviso, aunque en la colección del archiduque se atribuía a Rafael, El sueño de la vida según Miguel Ángel, Isabel de Este de Tiziano, o Apolo y las musas de Tintoretto. De los grabados abiertos a partir de sus dibujos se encargaron otros dos artistas flamencos establecidos en Viena: el citado Van Ossenbeeck y Franciscus van der Steen, además del propio Van Hoy, que firmó como grabador en seis de sus estampas. Cerraba la serie una vista de una de las galerías del palacio de Stallburg en Viena, con la instalación de la colección de pintura y escultura del archiduque a partir de un dibujo proporcionado también por Van der Hoy.
Un grabado de Van der Steen del célebre Cupido tallando su arco de Parmigianino (pero atribuido a Correggio), en la colección imperial desde 1605, va firmado por Van Hoy como autor del dibujo con el título de anticuario del emperador Fernando III, fallecido en abril de 1657. Pasó luego al servicio del emperador Leopoldo I como pintor de la corte, título con el que firmó los dibujos de los grabados que ilustran el libreto del ballet ecuestre de Francesco Sbarra, La contesa dell' aria e dell' acqua, Viena, 1667. La recepción en Viena de la infanta Margarita, hija de Felipe IV, y el enlace matrimonial con su tío, el emperador Leopoldo I, dieron ocasión para la celebración de grandes festejos en los que se desplegó todo el esplendor barroco. Como uno de los principales objetivos del enorme gasto invertido en la fiesta, en rivalidad con Luis XIV y su matrimonio con la hermana mayor de Margarita, María Teresa, era el propagandístico, se publicaron libros ricamente ilustrados, entre ellos la citada relación del ballet ecuestre, que salió publicada en italiano y alemán en varias ediciones con formatos diferentes entre 1667 y 1672. De abrir los grabados a partir de los dibujos de Van Hoy se hicieron cargo de nuevo Jan van Ossenbeeck y Frans van der Steen, además de Gerard Bouttats, grabador de la universidad vienesa.
De su trabajo como pintor al óleo es poco, y desigual, lo que se conoce: dos escenas de batalla en campo abierto, conservadas en el kunsthistorisches Museum de Viena, y las figuras en una guirnalda de flores de Jan Anton van der Baren con la Sagrada familia en el taller de José, fechada en 1669 (Budapest, Szépmüvészeti Múzeum).